# Jami Montagnino
Jami Gaynell Montagnino (Baton Rouge, 31 marzo 1985) è un'ex cestista statunitense naturalizzata italiana.
Guardia tiratrice di 176 cm, ha giocato nella massima serie italiana con Ribera, Taranto e Alcamo e nella massima serie spagnola con Navarra.

## Carriera
Jami Montagnino è cresciuta cestisticamente nella Tulane Green Wave (squadra di pallacanestro della Tulane University), dove ha giocato dal 2003 al 2007 con ottimi risultati, che le hanno valso il primato di migliore realizzatrice di sempre nei tiri liberi nella sua squadra universitaria.
Nella stagione 2007-08 e 2008-09 ha giocato per la prima volta nel campionato italiano di Serie A1 femminile con la Pallacanestro Ribera, confermando le sue qualità di guardia e specializzandosi anche nei tiri da tre punti.
Nell'estate del 2009 è stata ingaggiata dalla Cras Basket Taranto, vincendo lo scudetto con la squadra pugliese. Nella stagione 2011-12 va in Spagna al Pamplona. A gennaio 2012 torna a giocare nel massimo campionato femminile in Italia, nel Basket Alcamo , con cui si è salvata ai play-out.

## Statistiche

### Presenze e punti nei club
Dati aggiornati al 3 maggio 2012.
| Stagione        | Squadra                 | Competizione | Partite | Partite | Partite | Statistiche tiro | Statistiche tiro | Statistiche tiro | Altre statistiche | Altre statistiche | Altre statistiche | Altre statistiche | Altre statistiche |
| Stagione        | Squadra                 | Competizione | Pres.   | Titol.  | Minuti  | Tiri da 2        | Tiri da 3        | Liberi           | Rimb.             | Assist            | Rubate            | Stopp.            | Punti             |
| --------------- | ----------------------- | ------------ | ------- | ------- | ------- | ---------------- | ---------------- | ---------------- | ----------------- | ----------------- | ----------------- | ----------------- | ----------------- |
| 2007-2008       | Banco di Sicilia Ribera | Serie A1     | 29      | 22      | 912     | 81/173           | 38/115           | 99/126           | 85                | 27                | 51                | 0                 | 373               |
| 2008-2009       | Banco di Sicilia Ribera | Serie A1     | 28      | 27      | 1003    | 70/150           | 64/145           | 108/124          | 64                | 25                | 32                | 1                 | 440               |
| 2009-2010       | Cras Basket Taranto     | Serie A1     | 35      | 4       | 760     | 35/68            | 46/134           | 47/52            | 52                | 26                | 38                | 3                 | 255               |
| 2010-2011       | Cras Basket Taranto     | Serie A1     | 36      | 6       | 618     | 21/62            | 43/108           | 34/39            | 42                | 16                | 21                | 2                 | 205               |
| nov.'11-dic.'11 | Unb Obenasa Lacturale   | LFB          | 7       |         | 182     | 10/31            | 9/27             | 10/12            | 14                | 6                 | 11                | 1                 | 57                |
| gen. '12-'12    | Basket Alcamo           | Serie A1     | 15      | 11      | 445     | 29/73            | 20/62            | 24/33            | 39                | 13                | 18                | 1                 | 142               |
| Totale carriera |                         |              |         |         |         |                  |                  |                  |                   |                   |                   |                   |                   |

### Cronologia presenze e punti in Nazionale
| Cronologia completa delle presenze e dei punti in Nazionale - Italia | Cronologia completa delle presenze e dei punti in Nazionale - Italia | Cronologia completa delle presenze e dei punti in Nazionale - Italia | Cronologia completa delle presenze e dei punti in Nazionale - Italia | Cronologia completa delle presenze e dei punti in Nazionale - Italia | Cronologia completa delle presenze e dei punti in Nazionale - Italia | Cronologia completa delle presenze e dei punti in Nazionale - Italia | Cronologia completa delle presenze e dei punti in Nazionale - Italia |
| Data                                                                 | Città                                                                | In casa                                                              | Risultato                                                            | Ospiti                                                               | Competizione                                                         | Punti                                                                | Note                                                                 |
| -------------------------------------------------------------------- | -------------------------------------------------------------------- | -------------------------------------------------------------------- | -------------------------------------------------------------------- | -------------------------------------------------------------------- | -------------------------------------------------------------------- | -------------------------------------------------------------------- | -------------------------------------------------------------------- |
| 24/07/2008                                                           | Bormio                                                               | Italia                                                               | 63 - 60                                                              | Grecia                                                               | Torneo amichevole                                                    | 6                                                                    | [ 5 ]                                                                |
| 31/07/2008                                                           | Poprad                                                               | Slovacchia                                                           | 79 - 52                                                              | Italia                                                               | Torneo amichevole                                                    | 0                                                                    | [ 6 ]                                                                |
| 01/08/2008                                                           | Poprad                                                               | Italia                                                               | 68 - 70                                                              | Canada                                                               | Torneo amichevole                                                    | 3                                                                    | [ 7 ]                                                                |
| 02/08/2008                                                           | Poprad                                                               | Italia                                                               | 70 - 58                                                              | Germania                                                             | Torneo amichevole                                                    | 7                                                                    | [ 8 ]                                                                |
| Totale                                                               |                                                                      | Presenze                                                             | 4                                                                    |                                                                      | Punti                                                                | 16                                                                   |                                                                      |